# Abbreviazioni standard degli autori latini
Questa lista è suscettibile di variazioni e potrebbe essere incompleta o non aggiornata.

Questa lista delle abbreviazioni standard degli autori latini  fornisce:
- le sigle convenzionalmente usate nelle citazioni per abbreviare i nomi di autori latini o di importanti opere anonime della letteratura latina tra il III secolo a.C. e il VI secolo d.C.,
- il titolo del relativo articolo di it.wiki secondo le convenzioni di nomenclatura per i nomi latini,
- un collegamento ai "puntano qui" riferiti al nome più comunemente noto (che dovrà essere un redirect al titolo ufficiale): teoricamente i redirect dovrebbero essere sempre resi orfani, quindi la lista serve anche come "checklist" per il lavoro sporco,
- opzionalmente alcune parole per gli autori meno noti.

## A
- Acc. Lucio Accio
- Act. Acta martyrum
- Aed. Valerio Edituo poeta della cerchia di Lutazio Catulo
- Afran. Lucio Afranio noto anche come Afranio
- Ambr. Aurelio Ambrogio di Treviri, più noto come Ambrogio da Milano
- Amm. Ammiano Marcellino
- Amp. Lucio Ampelio, Liber memorialis
- Andr. Livio Andronico
- Annius Tito Annio Lusco noto anche come Annio

- Anth. Anthologia Latina

- Apic. Apicio noto/noti anche come Marco Gavio Apicio.
- App. Appio Claudio Cieco
- App. Lucio Vero Appiano storico romano in greco, noto anche come Appiano
- Apul. Apuleio di Madaura
- Aquil. Aquila Romano Retore
- Arat. Aratore De actibus apostolorum
- Arch. Lelio Archelao
- Arn. Arnobio
- Ascon. Quinto Asconio Pediano noto anche come Asconio Pediano
- Asell. Sempronio Asellione storico
- Ateius Lucio Ateio Pretestato noto anche come Ateio Filologo
- Att. Tito Pomponio Attico noto anche come Attico
- Atta Tito Quinzio Atta noto anche come Atta, autore di togatae
- Aug. Aurelio Agostino di Tagaste, più noto come Agostino d'Ippona
- Aug. Augusto autore del Res gestae divi Augusti o Monumentum Ancyranum.
- Aur.Vict. Sesto Aurelio Vittore Aurelio Vittore
- Aur.Op. Aurelio Opillo grammatico
- Aus. Decimo Magno Ausonio noto anche come Ausonio
- Avian. Flavio Aviano autore di favole (o meglio fabulae)
- Avien. Rufio Festo Avieno noto anche come Avieno
- Avit. Alfio Avito noto anche come Avito

## B
- B.Afr. Bellum Africum o De bello Africo
- B.Alex. Bellum Alexandrinum o De bello Alexandrino
- B.Hisp. Bellum Hispaniense
- Bass. Gavio Basso grammatico
- Bass. Cesio Basso metricologo
- Ben. Benedetto da Norcia noto anche come San Benedetto
- Bib. Marco Furio Bibaculo
- Boeth. Anicio Manlio Torquato Severino Boezio noto anche come Boezio
- Buc.Eins. Bucolica Einsidlensia

## C
- Caecil. Cecilio Stazio commediografo.
- Cael. Gneo Aruleno Celio Sabino noto anche come Celio Sabino giurista
- Cael. Celio Aureliano
- Caep. Quinto Servilio Cepione oratore († 90 a.C.)
- Caes. Gaio Giulio Cesare e non Caio Giulio Cesare e nemmeno Giulio Cesare
- Caes.Arel. Cesario di Arles
- Calid. Marco Calidio oratore
- Call. Callistrato giurista
- Calp. Calpurnio Flacco autore di declamationes, molto meno noto di
- Calp. Tito Calpurnio Siculo noto anche come Calpurnio Siculo autore di eclogae
- Calp. Lucio Calpurnio Pisone Frugi, storico, console nel 133 a.C.
- Calv. Gaio Licinio Macro Calvo poetae novi
- Caper. Flavio Capro Grammatico
- Capit. Gaio Ateio Capitone noto anche come Ateio Capitone
- Carb. Gaio Papirio Carbone oratore, console nel 120 a.C.
- Carm.epig. Carmina Latina Epigraphica
- Cass.Fel. Cassio Felice De medicina
- Cassian. Giovanni Cassiano De institutis coenobiorum e altro
- Cassiod. Flavio Magno Aurelio Cassiodoro noto anche come Cassiodoro
- Catull. Gaio Valerio Catullo noto anche come Catullo
- Cato Marco Porcio Catone noto anche come Catone il Censore o Catone il Vecchio
- Cels. Aulo Cornelio Celso noto anche come Celso
- Cels. Publio Giovenzio Celso giurista, console nel 129 a.C.

- Cens. Censorino de die natali
- Cet.Fav. Marco Cezio Faventino architetto
- Char. Aurelio Arcadio Carisio giurista
- Cic. Marco Tullio Cicerone noto anche come Cicerone
- Cic.Q. Quinto Tullio Cicerone Fratello del noto oratore
- Cinc. Lucio Cincio grammatico

- Cinna Gaio Elvio Cinna
- Claud. Claudio Claudiano noto anche come Claudiano
- Claud.Don. Tiberio Claudio Donato da non confondere con Elio Donato
- Coll.Mos. Collatio legum mosaicarum et romanarum
- Col. Lucio Giunio Moderato Columella noto anche come Columella
- Coripp. Flavio Cresconio Corippo noto anche come Corippo (N.B. su Wikipedia la voce Corippo riguarda un toponimo svizzero)
- Cras. Lucio Licinio Crasso e Marco Antonio (quest'ultimo omonimo del politico del secolo successivo) oratori rivali nel II secolo a.C.
- Curt. Quinto Curzio Rufo noto anche come Curzio Rufo
- Cypr. Tascio Cecilio Cipriano noto anche come Cipriano

## D
- Dionys. Dionisio d'Alicarnasso
- Dion Cass. Cassio Dione Cocceiano
- Dom.Mars. Domizio Marso epigrammi
- Don. Elio Donato
- Dos. Dositeo Grammatico
- Drac. Blossio Aurelio Draconzio o Blossio Emilio Draconzio noto anche come Draconzio
- Dyct. Ditti cretese

## E
- Enn. Quinto Ennio noto anche come Ennio
- Ennod. Magno Felice Ennodio noto anche come Ennodio
- Euch. Eucherio di Lione
- Eugipp. Eugippio Vita Severini
- Eutr. Eutropio
- Evanth. Evanzio De Comoedia

## F
- Fann. Gaio Fannio oratore e storico, console nel 142 a.C.
- Fen. Fenestella annalista e antiquario
- Fest. Sesto Pompeo Festo epitomatore di Verrio Flacco
- Firm. Giulio Firmico Materno
- Flor. Annio Floro autore del Vergilius orator an poeta
- Flor. Lucio Anneo Floro epitomatore e forse poeta novellus
- Frontin. Sesto Giulio Frontino noto anche come Frontino
- Fronto Marco Cornelio Frontone noto anche come Frontone
- Fulg. Fabio Planciade Fulgenzio noto anche come Fulgenzio, De aetatibus mundi et hominis; Mythologiae libri; Expositio sermonum antiquorum; Expositio Virgilianae continentiae
- Fulg.Rusp. Fulgenzio di Ruspe da non confondere col precedente: Contra Arianos, Epistulae, Ad Trasamandrum regem Vandalorum

## G
- Gaius. Gaio il giurista
- Gall. Gaio Cornelio Gallo noto anche come Cornelio Gallo
- Gell. Aulo Gellio noto anche come Gellio
- Genn. Gennadio di Marsiglia

- Germ. Gaio Giulio Cesare Claudiano Germanico noto anche come Germanico
- Gild. Gildas il Saggio, autore del De excidio et conquestu Britanniae
- Giov. (o Iuv.) Decimo Giunio Giovenale noto anche come Giovenale
- Giust. (o Iust.) Marco Giuniano Giustino, noto anche come Giustino

- Grat. Grazio Falisco notoa anche come Grattio, autore dei cynegetica
- Greg.M. Gregorio Magno o papa Gregorio Magno o papa Gregorio I
- Greg.Tur. Gregorio di Tours

## H
- Hadr. Publio Elio Traiano Adriano imperatore e poeta novellus
- Heges. Egesippo traduttore di Giuseppe Flavio
- Herm. Ermogeniano giurista
- Hier. Sofronio Eusebio Girolamo
- Hil. Ilario di Poitiers di Pictavium (Poitier)
- Hilar. Quinto Giulio Ilariano
- Hirt. Aulo Irzio continuatore di Cesare
- Hist.Aug. Scriptores Historiae Augustae
- Hor. (oppure Or.) Quinto Orazio Flacco noto anche come Orazio
- Hort. Quinto Ortensio Ortalo oratore
- Host. Ostio autore del Bellum Histricum
- Hyg. Gaio Giulio Igino noto anche come Igino e contemporaneo dell'omonimo Igino Astronomo
- Hyg. Igino Gromatico gromatico
- Hyg. Pseudo-Igino tattico, autore di un Liber de munitionibus castrorum

## I
- Ilias Lat. Ilias Latina
- Iord. Giordane
- Iren. Ireneo di Lione
- Isid. Isidoro di Siviglia
- Itala Itala o Vetus Latina
- Iul.Hon. Giulio Onorio cosmografo
- Iulian. Giulianio di Eclano, commentatore alla Bibbia
- Iulian. Giuliano (giurista) giurista
- Iulian. Salvio Giuliano altro giurista
- Iul.Val. Giulio Valerio Alessandro Polemio, noto anche come Giulio Valerio
- Iul.Vict. Gaio Giulio Vittore, noto anche come Giulio Vittore
- Iust. (o Giust.) Marco Giuniano Giustino, noto anche come Giustino
- Iuv. (o Giov.) Decimo Giunio Giovenale noto anche come Giovenale
- Iuvenc. Gaio Vettio Aquilino Giovenco poeta epico cristiano, noto anche come Giovenco
- Iuvent. Giovenzio comico

## L
- Labeo Marco Antistio Labeone, noto anche come Antistio Labeone, grammatico
- Laber. Decimo Laberio noto anche come Laberio, mimografo
- Lact. Lucio Cecilio Firmiano Lattanzio o Lucio Celio Firmiano Lattanzio noto anche come Lattanzio
- Laev. Levio
- Larg. Scribonio Largo Compositiones
- Leo M. Papa Leone I noto anche come Leone Magno
- Lex XII Legge delle XII tavole, o anche Leggi delle XII tavole
- Liv. Tito Livio noto anche come Livio
- Liv.Perioch. Periochae di Tito Livio
- Luc. Marco Anneo Lucano noto anche come Lucano
- Lucc. Lucio Lucceio
- Lucif. Lucifero di Cagliari

- Lucil. Gaio Lucilio noto anche come Lucilio

- Lucr. Tito Lucrezio Caro noto anche come Lucrezio
- Lut. Quinto Lutazio Catulo annalista

## M
- Macer Emilio Macro giurista nel Digesto

- Mecer Gaio Licinio Macro storico
- Macer Emilio Macro poeta
- Macr. Ambrogio Teodosio Macrobio o Ambrogio Macrobio Teodosio noto anche come Macrobio
- Maec. Gaio Cilnio Mecenate noto anche come Mecenate
- Maecian. Lucio Volusio Meciano noto anche come Volusio Meciano
- Mall.Th. Flavio Mallio Teodoro noto anche come Mallio Teodoro
- Man. Marco Manilio noto anche come Manilio, (ma il wikilink a Manilio riguarda solo l'antroponimo.
- Manc. Elvio Mancia oratore
- Marcell. Ulpio Marcello giurista
- Marcian. Elio Marciano giurista
- Marian. Mariano poeta (da controllare rispetto all'antroponimo)
- Marius Victor. Claudio Mario Vittorio
- Mar.Vict. Gaio Mario Vittorino oratore grammatico e apologeta, noto anche come Mario Vittorino
- Mart. Marco Valerio Marziale noto anche come Marziale
- Mart.Cap. Marziano Minneio Felice Capella noto anche come Marziano Capella
- Mat. Gneo Mazio
- Maur. Terenziano Mauro grammatico e metricologo
- Maxim. Massimiano poeta elegiaco
- Max Taur. Massimo di Torino autore di sermones del V secolo.
- Med.Plin. Medicina Plinii
- Mela Pomponio Mela geografo e scrittore, noto anche come Mela
- M.Emp. Marcello Empirico medico
- Men. Arrio Menandro
- Merob. Merobaude, autore di un panegirico per il consolato di Ezio
- Mess.Corv. Marco Valerio Messalla Corvino tra le altre oratore e storico
- Mess.Ruf. Marco Valerio Messalla Rufo grammatico
- Min.Fel. Minucio Felice
- Mod. Erennio Modestino discepolo di Ulpiano
- Mul.Chir. Mulomedicina Chironis

## N
- Naev. Gneo Nevio noto anche come Nevio
- Nemes. Marco Aurelio Olimpio Nemesiano cynegetica ed egloghe, noto anche come Nemesiano
- Nep. Cornelio Nepote noto anche come Nepote
- Nepotian. Gennaro Nepoziano epitomatore di Valerio Massimo
- Nicet. Niceta di Remasiana
- Nigid. Publio Nigidio Figulo noto anche come Nigidio Figulo
- Ninn. Ninno Crasso poeta
- Non. Nonio Marcello grammatico, noto anche come Nonio (l'articolo Nonio è per ora solo un toponimo piemontese)
- Nov. Novio: le atellane
- Novatian. Novaziano

## O
- Obseq. Giulio Ossequente
- Octavia Octavia la tragedia pseudosenecana
- Opt.Porf. Publilio Optaziano Porfirio noto anche come Optaziano
- Orb. Lucio Orbilio Pupillo grammatico
- Orib. Oribasio
- Orient. Orienzio
- Oros. Paolo Orosio noto anche come Orosio
- Or.Rom. Origo gentis Romanae
- Ov. Publio Ovidio Nasone noto anche come Ovidio
- Or. (oppure Hor.) Quinto Orazio Flacco noto anche come Orazio

## P
- Pac. Marco Pacuvio noto anche come Pacuvio
- Pall. Palladio di Galazia autore della Historia Lausiaca
- Paneg. Panegyrici Latini
- Papin. Emilio Papiniano giurista noto anche come Papiniano
- Pass.Perp. Passio Perpetuae et Felicitatis (o Passione di Perpetua e Felicita)
- Pass.Scill. Passio Scillitanorum martyrum
- Paul. Giulio Paolo
- Pedo Albinovano Pedone e non Pedone Albinovano
- Peregr.Aeth. Peregrinatio Aetheriae o Pellegrinaggio di Egeria.
- Pers. Aulo Persio Flacco noto anche come Persio
- Perv.Ven. Pervigilium Veneris
- Petr. Petronio Arbitro noto anche come Petronio
- Phaedr. Fedro
- Pl. Tito Maccio Plauto, noto anche come Plauto
- Plac. Sesto Placido Papiriense noto anche come Placido, medico
- Plin. Gaio Plinio Secondo noto anche come Plinio il Vecchio
- Plin.Iun. Gaio Plinio Cecilio Secondo noto anche come Plinio il Giovane
- P.Nol. Ponzio Meropio Anicio Paolino o Meropio Ponzio Paolino più noto come Paolino di Nola
- Poll. Gaio Asinio Pollione noto anche come Asinio Pollione
- Pompon. Lucio Pomponio comico
- Pompon. Publio Pomponio Secondo tragico
- Pompon. Sesto Pomponio giurista
- Porph. Pomponio Porfirione grammatico commentatore di Orazio
- Porc. Porcio Licino poeta
- Prisc. Prisciano di Cesarea
- Priscill. Priscilliano
- Prob. Marco Valerio Probo filologo e grammatico.
- Proc. Proculo giurista
- Prop. Sesto Properzio noto anche come Properzio
- Prosp. Prospero Tirone noto anche come Prospero d'Aquitania, Chronicon universale
- Prud. Aurelio Clemente Prudenzio o Aurelio Prudenzio Clemente meglio noto come Prudenzio
- Publ. Publilio Siro mimografo

## Q
- Quadr. Quinto Claudio Quadrigario annalista
- Querol. Querolus sive Aulularia
- Quint. Marco Fabio Quintiliano noto anche come Quintiliano
- Quodv. Quodvultdeus

## R
- Reb.Bell. De rebus bellicis
- Rep. Reposiano
- Rhet.Her. Rhetorica ad Herennium
- Ros.nasc. Carmen de rosis nascentibus
- Ruf.Fest. Rufio Festo e il suo breviarium
- Rufin. Tirannio Rufino noto anche come Rufino d'Aquileia Apologia contra Hieronymum
- Ruric. Ruricio di Limoges
- Rustic. Rustico autore del Contra acepahlos disputatio (VI secolo)
- Rut.Lup. Publio Rutilio Lupo noto anche come Rutilio Lupo
- Rut.Nam. Claudio Rutilio Namaziano o Rutilio Claudio Namaziano noto anche come Rutilio Namaziano
- Rut.Ruf Publio Rutilio Rufo noto anche come Rutilio Rufo

## S
- Sacerd. Mario Plozio Sacerdote grammatico
- Sall. Gaio Sallustio Crispo noto anche come Sallustio
- Sat. Claudio Saturnino giurista
- Scaur. Quinto Terenzio Scauro grammatico dell'età flavia, noto anche come Terenzio Scauro
- Scaur. Marco Emilio Scauro, storico, oratore, console nel 115 a.C., noto anche come Emilio Scauro
- Sedul. Sedulio
- Sen. Lucio Anneo Seneca il vecchio, noto anche come Seneca il vecchio (wikilink da definire)
- Sen. Lucio Anneo Seneca il giovane, più semplicemente noto come Seneca
- Sept. Settimio Sereno
- Ser. Quinto Sereno Sammonico Liber medicinalis
- Serg. Sergio grammatico.
- Serv. Mauro Servio Onorato, grammatico noto anche come Servio
- Sic.Flacc. Siculo Flacco gromatico
- Sid. Gaio Sollio Sidonio Apollinare noto anche come Sidonio Apollinare
- Sil. Tito Cazio Asconio Silio Italico noto anche come Silio Italico
- Sis. Lucio Cornelio Sisenna noto anche come Sisenna (il Wikilink a Sisenna riguarda però il nome gentilizio, non lo storico)
- Sol. Gaio Giulio Solino, noto anche come Solino Collectanea rerum memorabilium
- Stat. Publio Papinio Stazio noto anche come Stazio da non confondere col commediografo Cecilio Stazio
- Stilo. Lucio Elio Stilone Preconino, noto anche come Elio Stilone, erudito lanuvino
- Strab. Gaio Giulio Cesare Strabone Vopisco oratore e poeta tragico
- Suet. Gaio Svetonio Tranquillo noto anche come Svetonio
- Sulp.Sev. Sulpicio Severo
- Sulp.Ap. Gaio Sulpicio Apollinare, noto anche come Sulpicio Apollinare
- Sulp.Vict Sulpicio Vittore retore
- Symm. Quinto Aurelio Simmaco o Aurelio Simmaco noto anche come Simmaco

## T
- Tac. Publio Cornelio Tacito noto anche come Tacito
- Ter. Publio Terenzio Afro noto anche come Terenzio
- Tert. Quinto Settimio Fiorente Tertulliano noto anche come Tertulliano
- Test.Porc. Testamentum porcelli
- Tib. Albio Tibullo noto anche come Tibullo
- Tiberian. Tiberiano
- Tiro Marco Tullio Tirone grammatico
- Tit. Gaio Tizio noto anche come Tizio
- Titin. Titinio comico
- Trog. Pompeo Trogo storico
- Tryph. Claudio Trifonino giurista
- Tub. Quinto Elio Tuberone storico
- Turp. Sesto Turpilio noto anche come Turpilio
- Tycon. Ticonio Afro noto anche come Ticonio

## U
- Ulp./Vlp. Eneo Domizio Ulpiano giurista noto anche come Ulpiano

## V
- Val.An. Valerio Anziate storico
- V.Max. Valerio Massimo: facta et dicta memorabilia
- Val.Ant. Valerio Anziate storico
- Val.Fl. Gaio Valerio Flacco Setino Balbo noto anche come Valerio Flacco
- Valg. Gaio Valgio Rufo poeta, noto anche come Valgio Rufo
- Var. Lucio Vario Rufo tragediografo amico di Virgilio, noto anche come Vario o Vario Rufo
- Varr. Marco Terenzio Varrone Reatino (da disambiguare rispetto all'Atacino), noto anche come Varrone
- Varr.At. Publio Terenzio Varrone Atacino denominazione necessaria per distinguere dall'omonimo Reatino
- Veg. Publio Flavio Renato Vegezio o Publio Flavio Vegezio Renato, noto anche come Vegezio
- Vel. Velio Longo grammatico
- Vell. Velleio Patercolo storico
- Ven.Fort. Venanzio Onorio Clemenziano Fortunato noto anche come Venanzio Fortunato
- Verg. Publio Virgilio Marone noto anche come Virgilio
- Verr.Fl. Verrio Flacco grammatico
- Vict.Vit. Vittore Vitense o Vittore di Vita apologeta
- Vig.Th. Vigilio di Tapso apologeta
- Vig.Trid. Vigilio di Trento apologeta
- Verg.   Publio Virgilio Marone
- Vitr. Marco Vitruvio Pollione noto anche come Vitruvio
- Volc. Volcacio Sedigito
- V.Sor. Quinto Valerio Sorano, noto anche come Valerio Sorano poeta novus
- Vulg. Vulgata, Bibbia latina

## Z
- Zeno Zeno di Verona